# Adiantum monochlamys
Adiantum monochlamys är en kantbräkenväxtart som beskrevs av Eat. Adiantum monochlamys ingår i släktet Adiantum och familjen Pteridaceae. Inga underarter finns listade.

## Bildgalleri

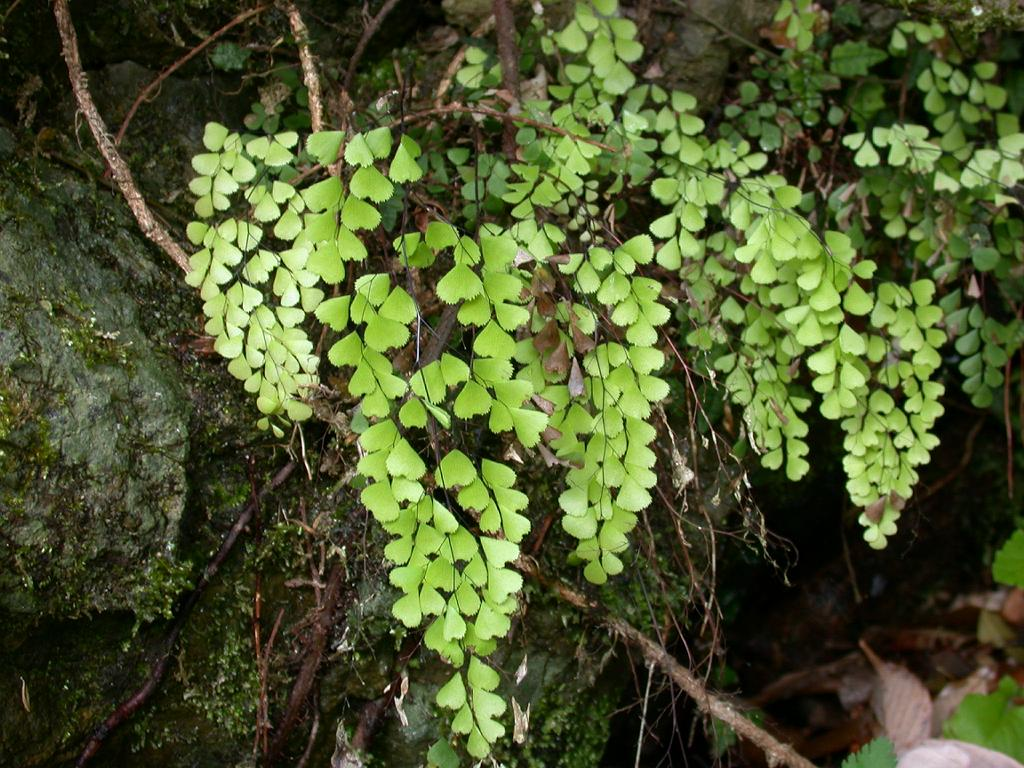